# سبيريدون ماريناتوس
سبيريدون ماريناتوس (17 نوفمبر 1901 - 1 أكتوبر 1974) عالم آثار يوناني متخصص في الحضارات المينوية والميسينية في العصر البرونزي. اشتهر بحفر موقع أكروتيري في مينوان في سانتوريني، والذي أجراه بين عامي 1967 و 1974. حصل على العديد من الجوائز في اليونان وخارجها، واعتُبر أحد أهم علماء الآثار اليونانيين في عصره.
ولد في كيفالونيا، وتلقى تعليمه في جامعة أثينا وجامعة هومبولت في برلين وجامعة هاله. من بين أساتذته الأوائل علماء آثار بارزين مثل باناجيوتيس كاففادياس وكريستوس تسونتاس وجورج كارو. انضم إلى جهاز الخدمة الأثرية اليونانية في عام 1919، وقضى معظم حياته المهنية المبكرة في جزيرة كريت، حيث أجرى حفريات في العديد من المواقع المينوية، وعمل مديرًا لمتحف هيراكليون، وصاغ نظريته التي تنص على أن انهيار المجتمع المينوسي الجديد كان نتيجة ثوران بركان جزيرة سانتوريني نحو عام 1600 قبل الميلاد.
في أربعينيات وخمسينيات القرن العشرين، أجرى ماريناتوس العديد من عمليات المسح والحفر على نطاق واسع في منطقة ميسينيا في جنوب غرب اليونان، بالتعاون مع كارل بليجين، الذي شارك في التنقيب المتزامن عن قصر نيستور في بيلوس. اكتشف كذلك ساحة معركة ترموبيل وحفرها بالإضافة إلى المقابر الميسينية في تسيبي وفراناس بالقرب من ماراثون في أتيكا.
تولى ماريناتوس إدارة جهاز الخدمة الأثرية اليونانية ثلاث مرات، أولًا بين عامي 1937 و 1939، وثانيًا بين عامي 1955 و 1958، وأخيرًا في ظل حكم المجلس العسكري الذي حكم اليونان بين عامي 1967 و 1974. في أواخر ثلاثينيات القرن العشرين، كان على علاقة وثيقة بالرئاسة الديكتاتورية شبه الفاشية لإيوانيس ميتاكساس، الذي بدأ بموجبه تشريعًا لتقييد أدوار النساء في علم الآثار اليوناني، وكان مؤيدًا متحمسًا للمجلس العسكري. تعرضت إدارته في خدمة الآثار لانتقادات بسبب محسوبيتها وتعزيز السعي وراء الاكتشافات الكبرى على حساب المنح الدراسية الجيدة. توفي ماريناتوس أثناء التنقيب في أكروتيري عام 1974، ودفن في الموقع.

## حياته

### نشأته وتعليمه
ولد سبيريدون ماريناتوس في ليكسوري في جزيرة كيفالونيا في 17 نوفمبر 1901. عمل والده، نيكولاوس، نجارًا. درس ماريناتوس في جامعة أثينا في عام 1916، حيث تنافس دون جدوى مع كريستوس كاروزوس للحصول على منحة دراسية. انضم ماريناتوس إلى الخدمة الأثرية اليونانية التي افتُتحت لأول مرة في عام 1919. من حفرياته المبكرة في جزيرة كريت فيلا مينوان في أمنيسوس. واصل التنقيب في الجزيرة دوريًا بين عامي 1919 و 1952.
كان ماريناتوس واحدًا من أول ستة وثلاثين طالبًا في «المدرسة العملية لتاريخ الفن»، وهي مركز تدريب أثري أنشأته الجمعية الأثرية في أثينا بناءً على طلب الحكومة اليونانية، حيث درس هناك في العام الدراسي 1919-1920. ضمت المدرسة العديد من المدربين الذين كانوا علماء آثار وفولكلوريين مشهورين مثل باناجيوتيس كاففادياس وكريستوس تسونتاس وكونستانتينوس كورونيوتيس وأنطونيوس كيراموبولوس ونيكولاوس بوليتيس. من بين زملائه الطلاب كاروزوس وسيمني باباسبيريدي، زوجة كاروزوس لاحقًا. بين عامي 1921 و 1925، أنهى ماريناتوس خدمته العسكرية في الجيش اليوناني. حصل على الدكتوراه في عام 1925، مع أطروحة أشرف عليها عالم الآثار جورجيوس أويكونوموس حول تصوير الحيوانات البحرية في المادة مينوان.
في يونيو 1926، التقى ماريناتوس بعالم الآثار البريطاني آرثر إيفانز في موقع قصر مينوان في كنوسوس، والذي كان إيفانز يجري حفريات فيه منذ عام 1900. سافر كلاهما إلى الموقع لتقييم أضرار الزلزال. أصبح إيفانز مؤثرًا على نظرياته حول الرابط بين مينوان كريت ومصر القديمة، وعلى دراسته للكوارث الطبيعية في عصور ما قبل التاريخ. توترت علاقة ماريناتوس وإيفانز في 1928-1929، عندما تحدى إيفانز بسبب عملية تنقيب تجريبية بدأها الأخير في كنوسوس دون تصريح، ولكن ماريناتوس أصبح بعد ذلك صديق إيفانز المقرب وداعمه الفكري. في عام 1930، ألقى محاضرة استلهمها من إيفانز قال فيها أن تدمير موقع كنوسوس كان بسبب زلزال ضرب المنطقة آنذاك.
كما هو الحال مع علماء الآثار اليونانيين في ذلك الوقت، درس ماريناتوس في ألمانيا، حيث التحق بجامعة هومبولت في برلين وجامعة هاله. وصل إلى برلين في عام 1927، ومن بين أساتذته عالم اللغة أولريش فون ويلاموفيتز مويليندورف وعالم الآثار غيرهارت رودنوالت. في عام 1928، التحق بجامعة هاله بمنحة دراسية. عمل مفتشًا أثريًا في شرق جزيرة كريت. في هاله، تتلمذ على يد جورج كارو، الذي حفر في الموقع الميسيني لتيرين وعمل على نشر الاكتشافات من حفريات هاينريش شليمان في ميسيناي. مات زانثوديديس في عام 1929، وعاد ماريناتوس مبكرًا من هاله ليخلفه، وعُيّن في منصب مرموق في شرق جزيرة كريت في مارس 1929. شغل منصب مدير متحف هيراكليون من عام 1929 حتى عام 1937. تلقى راتبًا شهريًا مقداره 3500 دراخما، وصرح لصحيفة كريتان بأنه يفكر في مغادرة آرتشيه.
خلال الفترة التي قضاها في جزيرة كريت، كان لماريناتوس الفضل في إحباط جهود الصاغة المحليين لإنتاج الآثار المزورة وبيعها، نجح كذلك في مقاضاة نيكولاوس بولاكيس، كاهن كريتي، في عام 1931 بتهمة الاتجار غير المشروع بالآثار. نقّب في كهف أركالوشوري في وسط جزيرة كريت في 1934-1935، بمساعدة نيكولاس بالتون، حيث اكتشف فأس أركالوشوري. بين عامي 1934 و 1935، حفر ماريناتوس مقبرة ميسينية في جزيرته كيفالونيا، مولت جوانا غويكوب المشروع، وهي أرملة رجل الأعمال الهولندي وعالم الآثار أدريان غويكوب، الذي موّل الحفريات التي أجراها مدرس ماريناتوس السابق كاففادياس في الجزيرة في عام 1899.

### الديكتاتورية الأولى والأستاذية وميسينيا
شغل ماريناتوس منصب المدير العام للآثار التاريخية، رئيس دائرة الآثار اليونانية، من عام 1937 حتى عام 1939 خلفًا لجورجيوس أويكونوموس، الذي انتقل إلى العمل في المدير العام للآثار، بعد فترة وجيزة من ترقيته، غادر ماريناتوس جزيرة كريت ليصبح أستاذًا في جامعة أثينا، حيث كان عالما الآثار سبيروس ياكوفيديس وستيليانوس أليكسيو من بين طلابه في أثينا.
في عام 1939، قام ماريناتوس بجولة محاضرة في الولايات المتحدة. طلب مدرّسه السابق كارو، الذي فر من الاضطهاد المعادي للسامية في ألمانيا، من ماريناتوس أن يقدم سلسلة من البطاقات البريدية من اليونان إلى عناوين مختلفة في أوروبا التي يحتلها النازيون نيابة عنه. لم يكُن ماريناتوس واثقًا بنوايا كارو، فأعطى الرسائل إلى ممولة أعماله، إليزابيث هوملين هانت، التي كان يقيم في منزلها، للتصرف بها، فسلمتها إلى مكتب التحقيقات الفيدرالي. بدأ هذا سلسلة من الادعاءات ضد كارو والتي، على الرغم من رفضها في النهاية باعتبارها غير مثبتة، وُصف بأنه «حليف للعدو» عندما اكتشف حفريات مشتركة بين جامعة سينسيناتي، ممثلة بكارل بليغن، والخدمة الأثرية اليونانية بقيادة كورونيوتيس في عام 1939 بقايا القصر الميسيني في بيلوس، لعبت ماريناتوس دورًا مهمًا في تسهيل شراء الموقع وتعميمه.